# Chó Xô Viết trong không gian
Trong những năm 1950 và 1960, Liên Xô đã sử dụng chó cho các chuyến bay vào quỹ đạo không gian và quỹ đạo để xác định xem liệu chuyến bay vũ trụ của con người có khả thi hay không. Trong giai đoạn này, Liên Xô hoặc USSR đã phát động các nhiệm vụ với các khe chở cho ít nhất 57 con chó. Số lượng chó trong không gian nhỏ hơn, vì một số con chó đã bay nhiều hơn một lần. Sống sót nhiều nhất; số ít đã chết bị mất chủ yếu là do lỗi kỹ thuật, theo các thông số của thử nghiệm. Một ngoại lệ đáng chú ý là Laika, chú chó đầu tiên được đưa lên quỹ đạo khi cái chết được dự đoán ngay từ đầu.

## Đào tạo
Chó là động vật được ưa thích cho các thí nghiệm vì các nhà khoa học cảm thấy chó rất phù hợp để chịu đựng thời gian dài không hoạt động. Là một phần trong quá trình đào tạo, chúng bị giam trong các hộp nhỏ trong 15 đến 20 ngày một lần. Những con chó đi lạc, thay vì những con vật quen sống trong một ngôi nhà, được chọn vì các nhà khoa học cảm thấy chúng có thể chịu đựng được những căng thẳng khắc nghiệt và cực đoan của chuyến bay vào vũ trụ tốt hơn những con chó khác. Chó cái được sử dụng vì tính khí của chúng và vì bộ đồ mà chó mặc để lấy nước tiểu và phân được trang bị một thiết bị đặc biệt, được thiết kế để chỉ hoạt động với giống cái.
Việc huấn luyện cho chó bao gồm đứng yên trong thời gian dài, mặc bộ đồ vũ trụ, được đặt trong các thiết bị mô phỏng hoạt động giống như một tên lửa khi phóng, cưỡi trong các máy ly tâm mô phỏng gia tốc cao của một vụ phóng tên lửa và được giữ trong các lồng nhỏ dần dần để chuẩn bị cho chúng giới hạn của mô-đun không gian. Những con chó bay trên quỹ đạo được cho ăn một loại protein giống như thạch bổ dưỡng. Loại thực phẩm này chứa chất xơ cao và hỗ trợ những con chó loại bỏ chất thải tốt hơn trong thời gian dài trong khi trong mô-đun không gian khoang nhỏ của chúng. Hơn 60% số chó vào không gian được báo cáo là bị táo bón và sỏi mật khi trở về căn cứ.